# Skerries extérieures
Pour les articles homonymes, voir Skerry.
Les Skerries extérieures, en anglais Out Skerries, en gaélique écossais Sgeirean a-muigh, forment un petit archipel d'Écosse situé à l'Est des Shetland, en mer du Nord. Composé d'une dizaine d'îles et îlots dont les principales, Bound Skerry, Housay, Bruray et Grunay, l'archipel n'est habité que par 76 personnes sur Housay et Bruray,, ces deux îles étant reliées par un pont routier.
À l'automne 2010, l'archipel est mis en vente pour la somme de 250 000 livres sterling. La communauté de Crofting, qui assure la gestion des principales îles, n'a cependant pas manifesté d'intérêt pour cette acquisition.

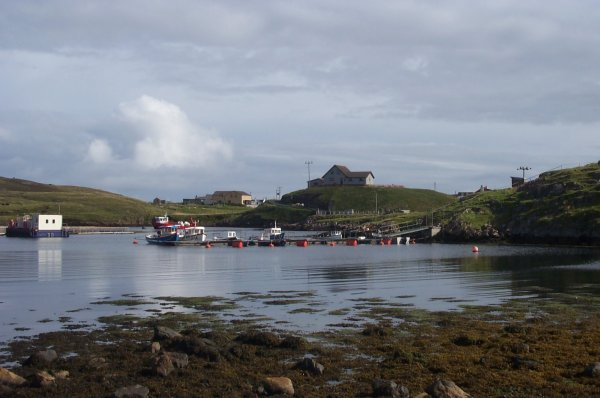
Vue du North Mouth, le détroit séparant Housay (à droite) de Bruray (à gauche).